# تشو جونغ هيون (لاعب كرة قدم)
تشو جونغ هيون (هانغل: 추정현) هو لاعب كرة قدم كوري جنوبي، ولد في 28 يناير 1988 في كوريا الجنوبية. شارك مع منتخب كوريا الجنوبية تحت 17 سنة لكرة القدم ومنتخب كوريا الجنوبية تحت 20 سنة لكرة القدم. أما مع النوادي، فقد لعب مع نادي غانغوون.